# Га Донг Тао
Га Донг Тао  (Донг Тао) — бійцівська порода курей, родом з В'єтнаму. Саме в цій країні понад 600 років тому, зародилася незвичайна і унікальна порода.
Сьогодні Га Донг Тао порода курей офіційно визнана національним надбанням країни та держава фінансує роботи по кількісному відновленню.

## Продуктивність
Маса півня до 6-7 кг, а в окремих випадках і важче. На сьогодні зареєстровано кілька випадків, коли набирали понад 10 кг.Середньостатистична курочка набирає до однорічного віку близько 4-5 кг.
Нестись починають в 6-7 місяців, яйценосність - до 60 яєць на рік. Маса яйця - до 60 грамів.

## Особливості породи
Найголовніша особливість, що відрізняє птицю від інших порід і видів - великі, широкі і масивні лапи. Нічого подібного більше немає на світі. Діаметр лапи у середньостатистичного півника - близько 3,5-4 см. У курочок вони тонше. Лапи червоного або червоно-жовтого кольору, виглядають так, ніби покриті сильним бородавчастим наростом.